# Гора (Печорский район)
Гора — деревня в Печорском районе Псковской области России. Входит в состав сельского поселения «Лавровская волость».
Расположена на севере волости, в 9 км к северо-востоку от волостного центра, деревни Лавры, и в 23 км к югу от райцентра, города Печоры. В 1 км к западу находится деревня Ротово.

## Население
Численность населения деревни по оценке на конец 2000 года составляла 8 жителей.
| 2001 | 2002 | 2010 |
| ---- | ---- | ---- |
| 8    | ↗10  | ↗13  |